# Joseph Farnham
Joseph White Farnham (2. december 1884 – 2. juni 1931) var en amerikansk dramatiker, manuskriptforfatter og filmklipper i stumfilmsæraen til de tidlige 1930'ere.
Han var også medstifter af Academy of Motion Picture Arts and Sciences.

## Biografi
Farnham blev født i Connecticut i 1984. Han startede med film gennem sin forretningsforbindelse med teaterimpresarioerne Gustave og Daniel Frohman,
der ejede The Frohman Amusement Corp. Ved den første oscaruddeling kunne de nominerede komme i betragtning til en Oscar på baggrund af flere film inden for samme år.
Farnham vandt en Oscar for bedste mellemtekst for filmene: Studenterpigen, Le! Klovn! Le! og Mesterreporteren. Det var det eneste år der blev givet en Oscar for mellemtekster.
Joseph Farnham var den allerførste oscarvinder der døde. Han døde i 1931, 46 år gammel, af et hjerteanfald i Los Angeles.